# ملحمة قومية

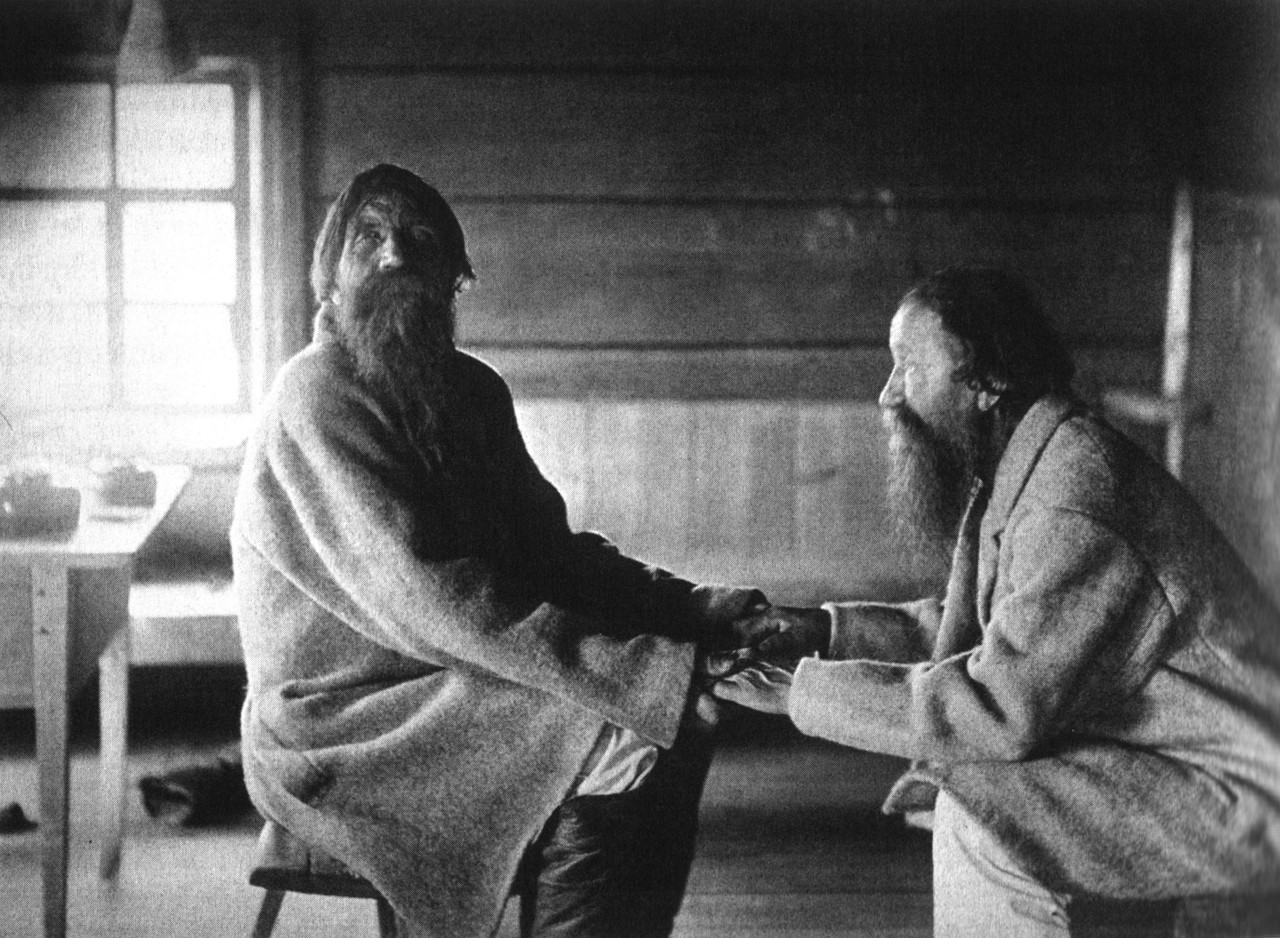

ملحمة قومية هي قصيدة أو عمل أدبي يسعى إلى التقاط والتعبير عن روح أو جوهر أمة معينة. عادة ما تروي الملاحم القومية أصل الأمة أو جزئاً من تاريخها يُنظر إليه باعتباره حدثاً حرجاً ساهم في تطوير الهوية القومية. غالباً ما تكون قائمة على تاريخ متمحور حول بطل أو مجموعة أبطال قوميين يستعملون كتجسيد للثقة القومية بالذات للأمم الحديثة، ولكنها قد لا تكون دقيقية من ناحية تاريخية في كثير من الأحيان. تشهد الملاحم القومية طفرة خلال فترة بناء الأمة، ومن الأمثلة المشهورة:
- مهابهاراتا في الهند
- شاهنامه في إيران
- ملحمة جلجامش في العراق
- الإنياذة في روما القديمة
- أوديسة في اليونان
- سنوحي في مصر
- ملمحة سوندياتا في مالي